# Làser d'heli-neó

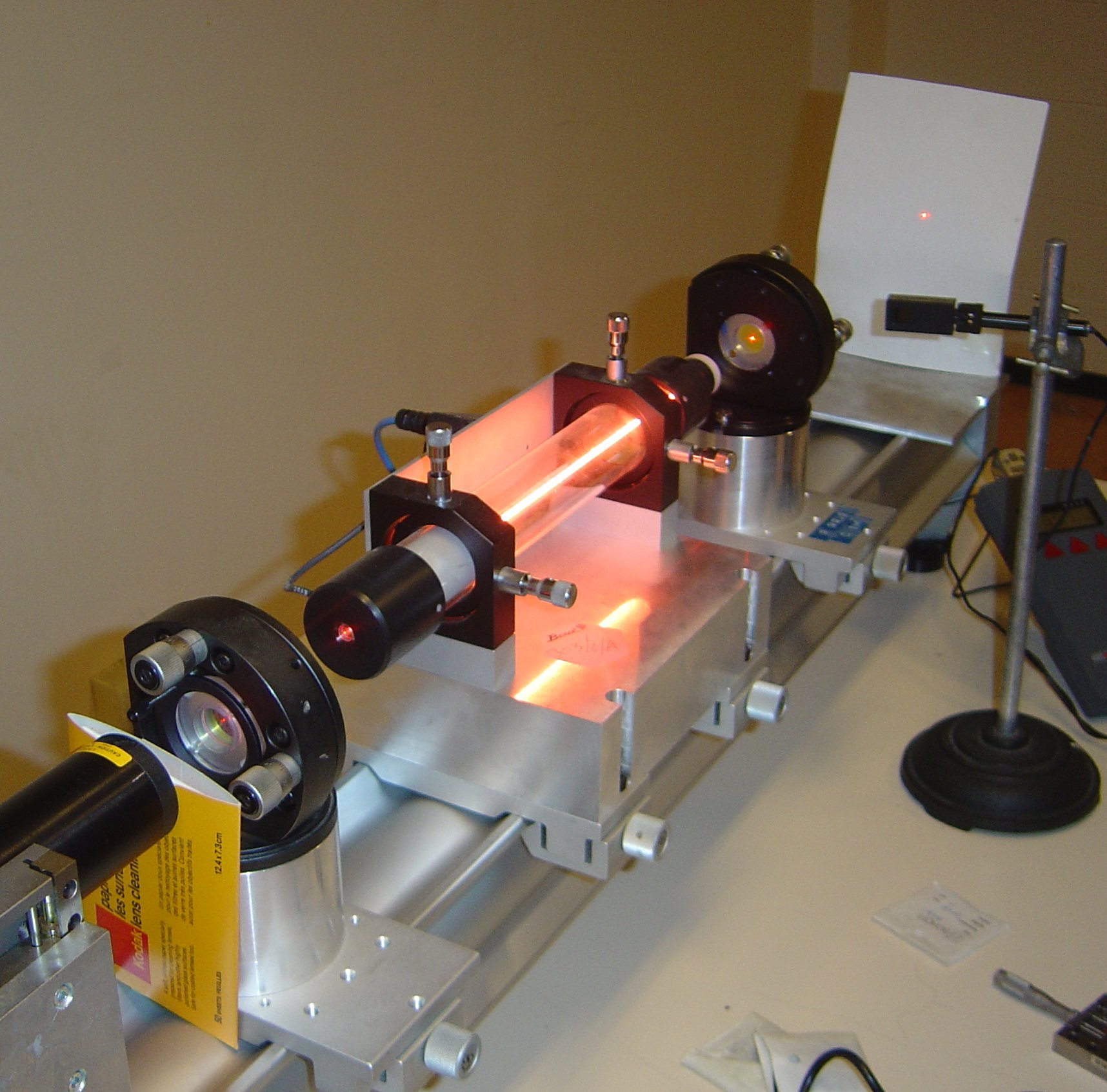
Un làser d'He-Ne. El gas està contingut al cilindre central, però la resplendor és produïda per la descàrrega elèctrica del bombament, no és el feix làser, que és de color vermell i es pot veure sobre la pantalla blanca i sobre la lent.

Un làser d'heli-neó, o làser HeNe, és un tipus de làser de gas que utilitza com a medi actiu una barreja gasosa d'heli i neó. Els làsers d'heli-neó emeten, habitualment, a una longitud d'ona de 633 nm i, per tant, en llum visible de color vermell. Són un tipus de làser habitual en aplicacions industrials i científiques i sovint s'utilitzen en laboratoris docents.

## Descripció general
El medi actiu del làser és una mescla d'heli i de neó continguda en un tub de vidre tancat, en una proporció de 5:1 aproximadament i a una pressió relativament baixa (habitualment al voltant de 300 Pa). L'energia per al bombament s'aconsegueix amb una descàrrega elèctrica d'uns 1.000 V a través de dos elèctrodes situats a cada extrem del tub. La cavitat ressonant acostuma a estar formada per un mirall pla d'alta reflectància en un extrem i un mirall còncau amb una transmissió d'un 1% a l'altre extrem. Tot plegat és de petites dimensions, amb una cavitat que no depassa els 50 cm i que normalment és d'uns 15-20 cm.
Els làsers d'heli-neó tenen unes potències de sortida d'entre 1 mW i 100 mW. La longitud d'ona és de 632,816 nm en l'aire, que correspon a una longitud d'ona de 632,991 nm en el buit. En cada cas particular la longitud d'ona obtinguda es troba en un interval de 0,002 nm al voltant d'aquest valor, a causa de les fluctuacions tèrmiques que provoquen petites oscil·lacions de les dimensions de la cavitat. Així i tot, les versions del làser amb estabilització de freqüència poden arribar a mantenir la longitud d'ona en un valor constant en 2 parts en 1012 durant anys.

## Procés d'emissió
El procés d'emissió làser en un làser d'heli-neó s'inicia amb les col·lisions dels electrons procedents de la descàrrega elèctrica amb els àtoms d'heli del gas. Aquest fet excita els àtoms d'heli que passen de l'estat fonamental als estats excitats metaestables 23S1 i 2¹S0. D'altra banda, les col·lisions dels àtoms d'heli excitats amb els àtoms de neó en l'estat fonamental excita aquests darrers i els fa pujar fins al nivell 5s. Això és degut a una coincidència dels nivells energètics dels àtoms d'heli i els de neó. El procés es pot representar amb la següent equació de reacció:
He* + Ne → He + Ne* + ΔE
on * representa un estat excitat i ΔE la petita diferència d'energia entre els estats excitats d'ambdós àtoms, que és d'uns 0,05 eV.
El nombre d'àtoms de neó excitats augmenta a mesura que es van produint més col·lisions entre àtoms d'heli i àtoms de neó, fins a obtenir inversió de població entre els nivells electrònics del neó 5s, 3p i altres. L'emissió estimulada i l'emissió espontània corresponent a la desexcitació de l'estat 5s (²P1/2) al 3p (²P1/2) provoca l'emissió de llum de longitud d'ona 632,991 nm, l'habitual dels làsers d'heli-neó. Després d'aquesta transició làser es produeix una ràpida caiguda del nivell 3p a l'estat fonamental 2p gràcies a les col·lisions dels àtoms de neó amb les parets del recipient. A causa d'aquest procés necessari, el tub làser no pot ser molt gran i, per tant, els làsers d'heli-neó tenen una limitació en grandària i en potència.
Amb una precisa selecció dels miralls de la cavitat un làser d'heli-neó pot emetre en altres longituds d'ona. Hi ha transicions infraroges a 3,39 μm i a 1,15 μm, així com diverses transicions en el visible: una emissió en el verd (543,5 nm, anomenada el «làser GreeNe», que juga amb el terme anglès green, ‘verd'), una emissió en el groc (594 nm) i una emissió en el taronja (612 nm). La longitud d'ona habitual de 633 nm en realitat té un guany molt inferior a algunes d'aquestes altres, com les infraroges, però aquestes es poden suprimir de forma efectiva utilitzant determinats recobriments en els miralls.
L'amplada de banda de làser està dominat per l'eixamplament de Doppler i és força estret per a la transició de 633 nm (1,5 GHz). Aquest fet, juntament amb l'emissió en el visible i una qualitat del feix excel·lent, fan del làser d'heli-neó una font de llum molt útil en holografia i en espectroscòpia. Abans de la invenció dels díodes làser eren els làsers utilitzats en lectors de codis de barres.